# Relaciones España-Trinidad y Tobago
Las relaciones España-Trinidad y Tobago son las relaciones bilaterales entre estos dos países. España tiene una embajada en Puerto España, que además está acreditada para los consulados españoles en otras pequeñas naciones del Caribe. Trinidad y Tobago no posee embajadas ni consulados en España.

## Relaciones históricas
Cristóbal Colón arribó a la principal de las islas el 31 de julio de 1498 y la llamó "Tierra de la Santísima Trinidad" mientras que denominó "Bella Forma" a la isla actualmente llamada Tobago. El dominio de estas islas fue posteriormente disputado por españoles, ingleses, neerlandeses y franceses; hubo incluso una colonia de letones procedentes de Curlandia.
En 1530 Antonio Sedeño obtuvo un contrato para asentarse en Trinidad con el objetivo de descubrir El Dorado y de controlar el tráfico de esclavos. En 1532 intentó crear un asentamiento, pero le fue impedido en la batalla de Cumucurapo. Se retiró a isla Margarita y volvió el año siguiente, cuando sí que pudo construir su asentamiento en Cumucurapo (el actual Mucurapo) en Puerto España. Después del fallido intento de atraer más colonos a Trinidad, Sedeño se vio obligado a retirarse en 1534.
En 1553 Juan Sedeño fue autorizado para asentarse en Trinidad, pero el contrato nunca fue ejecutado. En 1569 Juan Ponce de León construyó la colonia Circuncisión, probablemente cerca del actual Laventille. En 1570 la colonia fue abandonada. En 1592 Antonio de Berrío estableció el primer enclave permanente, San José de Oruña. Walter Raleigh, en búsqueda de "El Dorado" en Sudamérica, desembarcó en Trinidad el 22 de marzo de 1595 y atacó San José de Oruña capturando tanto a Berrío como al cacique Topiawari.
La Provincia de Trinidad fue creada en el siglo XVI por los españoles, siendo su capital San José de Oruña. A fines del siglo XVIII el control era español como parte de la Capitanía General de Venezuela pero en el transcurso de las guerras napoleónicas, en febrero de 1797, una fuerza británica inició la ocupación del territorio. En 1802 mediante la puesta en marcha del Tratado de Paz de Amiens las islas de Trinidad y Tabaco (en inglés: "Tobago") pasaron al Reino Unido. Por su parte Francia, que también tenía pretensiones sobre el territorio, hizo cesión formal de sus aspiraciones al Reino Unido en 1814.

## Relaciones diplomáticas
España y Trinidad y Tobago establecieron relaciones diplomáticas en 1976, aunque hubo que esperar 40 años para la apertura de una Embajada española residente en este país, que también cubre Guayana, Surinam, Barbados, Granada, Santa Lucía, San Vicente y las Granadinas, la Comunidad del Caribe/CARICOM, a la Organización de Estados del Caribe Oriental/OECO-OECS, y la Asociación de Estados del Caribe/AEC. Trinidad y Tobago tiene acreditada una Embajadora para España (residente en Bruselas). 
El 9 de diciembre de 2013 el ministro de Asuntos Exteriores de la República de Trinidad y Tobago, Winston Dookeran, realizó una visita oficial a Madrid (primera realizada por un Ministro de Asuntos Exteriores trinitobaguense) a España. Se reunió con el ministro de Asuntos Exteriores y de Cooperación, con el Secretario de Estado de Cooperación Internacional/SECIPI, así como con el SG del Instituto Cervantes. La visita permitió identificar numerosas áreas de cooperación en los ámbitos político, económico y comercial, educativo y cultural. El Ministro Dookeran también tuvo ocasión de visitar la Escuela Diplomática española y el Centro Tecnológico de REPSOL en Móstoles y presentar las oportunidades de inversión en su país con una charla ante el empresariado español en Casa de América.
Por su parte, el ministro de Asuntos Exteriores y Cooperación de España visitó Trinidad y Tobago (y Guyana) los días 19 y 20 de mayo de 2014 en el marco de la campaña a favor de la candidatura española a un puesto no permanente al Consejo de Seguridad 2015-2016.

## Relaciones económicas
Las relaciones económicas se reducen, prácticamente, al sector energético, aunque en esta área son importantes. REPSOL se introdujo en el país a partir de 1995, cuando se descubrieron grandes bolsas de gas en el litoral trinitense, y, después de más de 3100 M$ EE. UU. de inversión, hoy el 10% del gas natural que consume España procede de Trinidad y Tobago (es el 5º suministrador mundial en importancia). La presencia de REPSOL se vio fuertemente reducida cuando, en febrero de 2013, procedió a la venta de todos sus activos de Gas Natural en el país.

## Cooperación
El Plan Director de la Cooperación Española define un esquema de cooperación regional con CARICOM (y Trinidad y Tobago, por lo tanto, se beneficia de algunas acciones regionales). La cooperación con CARICOM (el Acuerdo se firmó en julio de 1999) se estructura en torno a mecanismos institucionales (Reuniones España-CARICOM, Comisión Mixta de Cooperación) y un mecanismo financiero (el Fondo Mixto España-CARICOM), que ejecuta las actividades identificadas por el Comité Conjunto del Fondo y endosadas por la Comisión Mixta . El fondo cuenta en la actualidad con unos recursos en torno a 1,7 millones de dólares, de los cuales 600.000 están comprometidos. La gestión del programa regional se realiza desde la OTC de Caracas.

## Lecturas externas
- Convenio entgre el Reino de España y la República de Trinidad y Tobago para evitar la doble imposición y prevenir la evasión fiscal en materia de impuestos sobre la renta, y Protocolo, hecho en Puerto España el 17 de febrero de 2009. (B.O.E. del 8 de diciembre de 2009).

- Datos: Q23012046